# Tour de France 2024/3. Etappe
Die 3. Etappe der Tour de France 2024 fand am 1. Juli 2024 statt. Sie bildete den dritten Abschnitt des Grand Départ, der im Rahmen der 111. Austragung des französischen Etappenrennens in Italien ausgetragen wurde. Die Strecke führte von Plaisance über 230,8 großteils flache Kilometer nach Turin. Nach der Etappe absolvierten die Fahrer 635,2 Kilometer, was 18,16 % der Gesamtdistanz entspricht.
Der Etappensieg ging an den Eritreer Biniam Girmay (Intermarché-Wanty), der sich im Sprint vor Fernando Gaviria (Movistar Team) und Arnaud De Lie (Lotto Dstny) durchsetzte. Aufgrund der besseren Etappenplatzierungen übernahm Richard Carapaz (EF Education-EasyPost) das Gelbe Trikot.

## Streckenverlauf
Der neutralisierte Start erfolgte auf der Viale Malta vor der dortigen Polizeistation. Auf den ersten Metern führte die Strecke ins Stadtzentrum, wo die Basilika Sant’Antonino, die Basilica di San Francesco d’Assisi am Piazza dei Cavalli und der Dom von Piacenza am Piazza Duomo passiert wurden. Vorbei am Palazzo Farnese ging es zum Monumento al Pontiere d’Italia, wo die SS10 erreicht wurde. Entlang der Stadtmauer ging es nun in Richtung Westen. Kurz nach der Überquerung des Trebbia ging es nach San Nicolò a Trebbia, wo das Rennen nach 9,8 Kilometern freigegeben wurde.
Nach dem offiziellen Start führte die Strecke auf der SS10 in der Nähe des Po in Richtung Westen. Dabei wurden Castel San Giovanni, Stradella, Broni, Casteggio und Voghera durchfahren. In Tortona wurde nach 70,8 Kilometern eine Bergwertung der 4. Kategorie ausgefahren, die unter dem Namen Côte de Tortona-Fausto Coppi (190 m) auf der Corso Coppi Fausto e Serse abgenommen wurde. Nach 94,3 Kilometern erfolgte in Alessandria der einzige Zwischensprint. Weiters ging es über Carentino, Nizza Monferrato, Canelli und Castagnole delle Lanze zur Côte de Barbaresco (263 m), die als Bergwertung der 4. Kategorie bei Kilometer 156,1 überquert wurde. Nach der Stadt Alba folgte mit der Côte de Sommariva Perno (368 m) der letzte kategorisierte Anstieg des Tages, der 49,4 Kilometer vor dem Ziel auf der SP10 überquert wurde. Im Finale wurde Turin aus südlicher Richtung über Carmagnola, Carignano und Vinovo erreicht. Vom Schloss Stupinigi führte die Strecke auf geradem Weg auf dem Corso Unione Sovietica ins Zentrum von Turin. Kurz vor dem letzten Kilometer bogen die Fahrer links auf den Corso Lepanto ab, ehe 700 Meter vor dem Ziel die letzte Linkskurve auf den breiten Corso Galileo Ferraris führte. Das Ziel befand sich vor dem Olympiastadion von Turin.
|                            | Ort                            | Kilometer | Länge (km) | Höhe (m) | Ø Steigung |
| -------------------------- | ------------------------------ | --------- | ---------- | -------- | ---------- |
| neutralisierter Start      | Plaisance (Viale Malta)        | −9,8      |            |          |            |
| offizieller Start          | San Nicolò a Trebbia (SS10)    | 0,0       |            |          |            |
| Bergwertung (4. Kategorie) | Côte de Tortona-Fausto Coppi   | 70,8      | 1,1        | 190      | 6,3 %      |
| Zwischensprint             | Alessandria                    | 94,3      |            |          |            |
| Bergwertung (4. Kategorie) | Côte de Barbaresco             | 156,1     | 1,5        | 263      | 6,5 %      |
| Bergwertung (4. Kategorie) | Côte de Sommariva Perno        | 181,4     | 3,1        | 368      | 4,6 %      |
| Ziel                       | Turin (Corso Galileo Ferraris) | 230,8     |            |          |            |

## Rennverlauf
Nachdem das Rennen freigegeben worden war, lösten sich Jonas Abrahamsen und Johannes Kulset (beide Uno-X Mobility) vom Peloton. Da jedoch keine weitere Mannschaft versuchte einen Fahrer in der Ausreißergruppe zu platzieren, ließen sich die beiden kurz drauf wieder einholen. Im Anschluss fuhr das Feld geschlossen zur ersten Bergwertung, wobei die Mannschaften Lidl-Trek und Alpecin-Deceuninck den Großteil der Führungsarbeit leisteten. Auf der Côte de Tortona sicherte sich Jonas Abrahamsen den einzigen Punkt im Kampf um die Bergwertung. Beim Zwischensprint von Alessandria setzte sich Mads Pedersen (Lidl-Trek) vor Jasper Philipsen (Alpecin-Deceuninck), Bryan Coquard (Cofidis), Arnaud Démare (Arkéa-B&B Hotels), Fernando Gaviria (Movistar) und Biniam Girmay (Intermarché-Wanty) durch. Dahinter sicherte sich Jonas Abrahamsen als Siebenter neun Punkte. Wout van Aert (Visma-Lease a Bike), der die Punktewertung im Jahr 2022 gewonnen hatte, sprintete nicht mit und holte keine Punkte. Bei der zweiten Bergwertung der 4. Kategorie, der Côte de Barbaresco, setzte sich der im nahegelegenen Alba geborene Matteo Sobrero (Red Bull–Bora–Hansgrohe) durch. Rund 66 Kilometer vor dem Ziel löste sich Fabien Grellier (TotalEnergies) vom Peloton und passierte die Côte de Sommariva Perno als Solist. Im Anschluss setzte er seine Solo-Fahrt fort, ehe er 28 Kilometer vor dem Ziel eingeholt wurde.
Im Finale kam zunächst Casper Pedersen (Soudal Quick-Step) rund 14 Kilometer vor dem Ziel zu Sturz, ehe auch Bruno Armirail (Decathlon AG2R La Mondiale) sieben Kilometer vor dem Ziel zu Fall kam. Sechs Kilometer vor dem Ziel fiel der Weltmeister Mathieu van der Poel (Alpecin-Deceuninck) aufgrund eines Defekts zurück und konnte seinen Sprinter Jasper Philipsen auf den letzten Kilometern nicht mehr unterstützen. Rund drei Kilometer vor dem Ziel kam es im Hauptfeld zu einem Sturz, in den mehrere Fahrer involviert waren. Zudem zerfiel das Hauptfeld in mehrere Gruppen, wobei bekannte Sprinter wie Jasper Philipsen und Mark Cavendish (Astana Qazaqstan) den Kontakt zur Spitze des Rennens verloren. Im Sprint um den Etappensieg setzte sich der Eritreer Biniam Girmay vor Fernando Gaviria und Arnaud De Lie (Lotto Dstny) durch. Richard Carapaz (EF Education-EasyPost) erreichte das Ziel mit der ersten Gruppe, während Tadej Pogačar (UAE Team Emirates), Jonas Vingegaard (Visma-Lease a Bike) und Remco Evenepoel (Soudal Quick-Step) in abgehängten Gruppen über den Zielstrich fuhren. Aufgrund der 3-Kilometer-Regel, die bei der Etappe als Test auf fünf Kilometer erweitert worden war, flossen die Zeitabstände jedoch nicht in die Gesamtwertung ein.
Aufgrund der besseren Etappenplatzierungen übernahm Richard Carapaz dennoch das Gelbe Trikot von Tadej Pogačar. Er lag jedoch weiterhin gleichauf mit dem Slowenen sowie mit Remco Evenepoel und Jonas Vingegaard. Jonas Abrahamsen verteidigte die Führungen in der Punkte- und Bergwertung, während Remco Evenepoel nach wie vor das Weiße Trikot des besten Nachwuchsfahrers trug. In der Mannschaftswertung blieb das Movistar Team an der Spitze. Aufgrund seiner rund 40 Kilometer langen Solo-Fahrt wurde Fabien Grellier als kämpferischster Fahrer ausgezeichnet. Alle 175 gestarteten Fahrer erreichten das Ziel.

## Ergebnis
| \| Etappenergebnis \| Etappenergebnis \| Etappenergebnis \| Etappenergebnis \| Etappenergebnis \| \| Fahrer \| Fahrer \| Land \| Team \| Zeit \| \| --------------- \| ----------------- \| --------------- \| -------------------------- \| --------------- \| \| 1. \| Biniam Girmay \| Eritrea \| Intermarché-Wanty \| 5 h 26 min 48 s \| \| 2. \| Fernando Gaviria \| Kolumbien \| Movistar Team \| + 0 s \| \| 3. \| Arnaud De Lie \| Belgien \| Lotto Dstny \| + 0 s \| \| 4. \| Mads Pedersen \| Dänemark \| Lidl-Trek \| + 0 s \| \| 5. \| Dylan Groenewegen \| Niederlande \| Team Jayco AlUla \| + 0 s \| \| 6. \| Phil Bauhaus \| Deutschland \| Bahrain Victorious \| + 0 s \| \| 7. \| Fabio Jakobsen \| Niederlande \| Team dsm-firmenich PostNL \| + 0 s \| \| 8. \| Davide Ballerini \| Italien \| Astana Qazaqstan Team \| + 0 s \| \| 9. \| Sam Bennett \| Irland \| Decathlon-AG2R La Mondiale \| + 0 s \| \| 10. \| Bryan Coquard \| Frankreich \| Cofidis \| + 0 s \| |                   |             |                            |                 |
| |                   |             |                            |                 |
| Quellen: ProCyclingStats Cycling Quotient |                   |             |                            |                 |
| Etappenergebnis |                   |             |                            |                 |
| Fahrer | Fahrer            | Land        | Team                       | Zeit            |
| 1. | Biniam Girmay     | Eritrea     | Intermarché-Wanty          | 5 h 26 min 48 s |
| 2. | Fernando Gaviria  | Kolumbien   | Movistar Team              | + 0 s           |
| 3. | Arnaud De Lie     | Belgien     | Lotto Dstny                | + 0 s           |
| 4. | Mads Pedersen     | Dänemark    | Lidl-Trek                  | + 0 s           |
| 5. | Dylan Groenewegen | Niederlande | Team Jayco AlUla           | + 0 s           |
| 6. | Phil Bauhaus      | Deutschland | Bahrain Victorious         | + 0 s           |
| 7. | Fabio Jakobsen    | Niederlande | Team dsm-firmenich PostNL  | + 0 s           |
| 8. | Davide Ballerini  | Italien     | Astana Qazaqstan Team      | + 0 s           |
| 9. | Sam Bennett       | Irland      | Decathlon-AG2R La Mondiale | + 0 s           |
| 10. | Bryan Coquard     | Frankreich  | Cofidis                    | + 0 s           |

## Gesamtstände
| \| Gesamtwertung \| Gesamtwertung \| Gesamtwertung \| Gesamtwertung \| Gesamtwertung \| \| Fahrer \| Fahrer \| Land \| Team \| Zeit \| \| ------------- \| ----------------- \| ---------------- \| -------------------------- \| ---------------- \| \| 1. \| Richard Carapaz \| Ecuador \| EF Education-EasyPost \| 15 h 20 min 18 s \| \| 2. \| Tadej Pogačar \| Slowenien \| UAE Team Emirates \| + 0 s \| \| 3. \| Remco Evenepoel \| Belgien \| Soudal Quick-Step \| + 0 s \| \| 4. \| Jonas Vingegaard \| Dänemark \| Team Visma \\| Lease a Bike \| + 0 s \| \| 5. \| Romain Bardet \| Frankreich \| Team dsm-firmenich PostNL \| + 6 s \| \| 6. \| Pello Bilbao \| Spanien \| Bahrain Victorious \| + 21 s \| \| 7. \| Guillaume Martin \| Frankreich \| Cofidis \| + 21 s \| \| 8. \| Egan Bernal \| Kolumbien \| Ineos Grenadiers \| + 21 s \| \| 9. \| Jai Hindley \| Australien \| Red Bull-Bora-Hansgrohe \| + 21 s \| \| 10. \| Alexander Wlassow \| Neutrales Banner \| Red Bull-Bora-Hansgrohe \| + 21 s \| |                   |                  |                            |                  |
| |                   |                  |                            |                  |
| Quellen: ProCyclingStats Cycling Quotient |                   |                  |                            |                  |
| Gesamtwertung |                   |                  |                            |                  |
| Fahrer | Fahrer            | Land             | Team                       | Zeit             |
| 1. | Richard Carapaz   | Ecuador          | EF Education-EasyPost      | 15 h 20 min 18 s |
| 2. | Tadej Pogačar     | Slowenien        | UAE Team Emirates          | + 0 s            |
| 3. | Remco Evenepoel   | Belgien          | Soudal Quick-Step          | + 0 s            |
| 4. | Jonas Vingegaard  | Dänemark         | Team Visma \| Lease a Bike | + 0 s            |
| 5. | Romain Bardet     | Frankreich       | Team dsm-firmenich PostNL  | + 6 s            |
| 6. | Pello Bilbao      | Spanien          | Bahrain Victorious         | + 21 s           |
| 7. | Guillaume Martin  | Frankreich       | Cofidis                    | + 21 s           |
| 8. | Egan Bernal       | Kolumbien        | Ineos Grenadiers           | + 21 s           |
| 9. | Jai Hindley       | Australien       | Red Bull-Bora-Hansgrohe    | + 21 s           |
| 10. | Alexander Wlassow | Neutrales Banner | Red Bull-Bora-Hansgrohe    | + 21 s           |

| Punktewertung | Punktewertung       | Punktewertung | Punktewertung             | Punktewertung |
| Fahrer        | Fahrer              | Land          | Team                      | Punkte        |
| ------------- | ------------------- | ------------- | ------------------------- | ------------- |
| 1.            | Jonas Abrahamsen    | Norwegen      | Uno-X Mobility            | 76 P.         |
| 2.            | Biniam Girmay       | Eritrea       | Intermarché-Wanty         | 66 P.         |
| 3.            | Kévin Vauquelin     | Frankreich    | Arkéa-B&B Hotels          | 60 P.         |
| 4.            | Mads Pedersen       | Dänemark      | Lidl-Trek                 | 59 P.         |
| 5.            | Fernando Gaviria    | Kolumbien     | Movistar Team             | 41 P.         |
| 6.            | Quentin Pacher      | Frankreich    | Groupama-FDJ              | 35 P.         |
| 7.            | Frank van den Broek | Niederlande   | Team dsm-firmenich PostNL | 33 P.         |
| 8.            | Harold Tejada       | Kolumbien     | Astana Qazaqstan Team     | 33 P.         |
| 9.            | Romain Bardet       | Frankreich    | Team dsm-firmenich PostNL | 30 P.         |
| 10.           | Bryan Coquard       | Frankreich    | Cofidis                   | 30 P.         |

| Bergwertung | Bergwertung         | Bergwertung | Bergwertung               | Bergwertung |
| Fahrer      | Fahrer              | Land        | Team                      | Punkte      |
| ----------- | ------------------- | ----------- | ------------------------- | ----------- |
| 1.          | Jonas Abrahamsen    | Norwegen    | Uno-X Mobility            | 24 P.       |
| 2.          | Valentin Madouas    | Frankreich  | Groupama-FDJ              | 11 P.       |
| 3.          | Frank van den Broek | Niederlande | Team dsm-firmenich PostNL | 9 P.        |
| 4.          | Ion Izagirre        | Spanien     | Cofidis                   | 8 P.        |
| 5.          | Romain Bardet       | Frankreich  | Team dsm-firmenich PostNL | 3 P.        |
| 6.          | Cristian Rodríguez  | Spanien     | Arkéa-B&B Hotels          | 3 P.        |
| 7.          | Kévin Vauquelin     | Frankreich  | Arkéa-B&B Hotels          | 2 P.        |
| 8.          | Matteo Sobrero      | Italien     | Red Bull-Bora-Hansgrohe   | 1 P.        |
| 9.          | Fabien Grellier     | Frankreich  | TotalEnergies             | 1 P.        |
| 10.         | Hugo Houle          | Kanada      | Israel-Premier Tech       | 1 P.        |

| Nachwuchswertung | Nachwuchswertung  | Nachwuchswertung       | Nachwuchswertung           | Nachwuchswertung |
| Fahrer           | Fahrer            | Land                   | Team                       | Zeit             |
| ---------------- | ----------------- | ---------------------- | -------------------------- | ---------------- |
| 1.               | Remco Evenepoel   | Belgien                | Soudal Quick-Step          | 15 h 20 min 18 s |
| 2.               | Carlos Rodríguez  | Spanien                | Ineos Grenadiers           | + 21 s           |
| 3.               | Matteo Jorgenson  | Vereinigte Staaten     | Team Visma \| Lease a Bike | + 21 s           |
| 4.               | Maxim Van Gils    | Belgien                | Lotto Dstny                | + 21 s           |
| 5.               | Juan Ayuso        | Spanien                | UAE Team Emirates          | + 21 s           |
| 6.               | Thomas Pidcock    | Vereinigtes Königreich | Ineos Grenadiers           | + 21 s           |
| 7.               | Santiago Buitrago | Kolumbien              | Bahrain Victorious         | + 1 min 11 s     |
| 8.               | Javier Romo       | Spanien                | Movistar Team              | + 1 min 22 s     |
| 9.               | Ilan Van Wilder   | Belgien                | Soudal Quick-Step          | + 1 min 22 s     |
| 10.              | Oscar Onley       | Vereinigtes Königreich | Team dsm-firmenich PostNL  | + 2 min 31 s     |

| Mannschaftswertung | Mannschaftswertung         | Mannschaftswertung           | Mannschaftswertung |
| Team               | Team                       | Land                         | Zeit               |
| ------------------ | -------------------------- | ---------------------------- | ------------------ |
| 1.                 | Movistar Team              | Spanien                      | 46 h 01 min 06 s   |
| 2.                 | UAE Team Emirates          | Vereinigte Arabische Emirate | + 30 s             |
| 3.                 | Ineos Grenadiers           | Vereinigtes Königreich       | + 51 s             |
| 4.                 | Red Bull-Bora-Hansgrohe    | Deutschland                  | + 51 s             |
| 5.                 | Soudal Quick-Step          | Belgien                      | + 1 min 31 s       |
| 6.                 | Bahrain Victorious         | Bahrain                      | + 2 min 42 s       |
| 7.                 | EF Education-EasyPost      | Vereinigte Staaten           | + 3 min 41 s       |
| 8.                 | Team dsm-firmenich PostNL  | Niederlande                  | + 5 min 01 s       |
| 9.                 | Team Visma \| Lease a Bike | Niederlande                  | + 5 min 47 s       |
| 10.                | Lidl-Trek                  | Vereinigte Staaten           | + 7 min 04 s       |

## Trivia
Die erste Bergwertung trägt den Beinamen des italienischen Radsportlers Fausto Coppi, der die Tour de France in den Jahren 1949 und 1952 gewann und in Tortona starb.
Turin war im Jahr 2024 Zielort von zwei Grand Tours. Nachdem die 1. Etappe des Giro d’Italia 2024 in Turin zu Ende ging, endete nun auch die 3. Etappe der Tour de France in der Hauptstadt des Piemont.
Mit dem ersten Etappensieg eines Eritreers durch Biniam Girmay und dem ersten Gesamtführenden Ecuadorianer (Richard Carapaz) kam es auf der 3. Etappe zu zwei Premieren in der Geschichte der Tour de France. Der Sieg Girmays ist ebenfalls der erste Etappensieg für das Team Intermarché-Wanty bei der Tour de France.